# 1947 na rádio
Nesta página encontrará referências aos acontecimentos directamente relacionados com a rádio ocorridos durante o ano de 1947.

## Nascimentos
| Data       | Nome             | Profissão         | Nacionalidade | Observações | Ref |
| ---------- | ---------------- | ----------------- | ------------- | ----------- | --- |
| 4 de Julho | Luciano do Valle | locutor esportivo | Brasil        |             |     |

## Mortes
| Data | Nome | Profissão | Nacionalidade | Observações | Ref |
| ---- | ---- | --------- | ------------- | ----------- | --- |